# Hesel
Hesel é um município da Alemanha localizado no distrito de Leer, estado da Baixa Saxônia.
É membro e sede do Samtgemeinde de Hesel.